# Planticòs
Un planticòs (adapatació de l'anglès plantibody de plant, planta, i antibody, anticòs) és un tipus especial d'anticòs creat a partir de plantes modificades genèticament. Tant el terme com la marca han estat registrats als EUA per la companyia Biolex. Tanmateix, el mot es va citar per primer cop el 1989 referint-se a una seqüència del genoma de ratolí introduïda en un cultiu cel·lular de planta. Els planticossos estan essent investigats per una varietat de raons.
La intenció és aconseguir que les plantes fabriquin de manera eficient anticossos o fragments d'anticossos que desenvolupin la mateixa funció específica per diferents malalties humanes. Aquests podrien ser, o bé purificats a partir del vegetal, mètode car, o servir com a mètode barat d'immunització mitjançant la ingesta: mètode interessant de cara al tercer món.